# 김송렬
김송렬(金松烈, 1902년 9월 22일 ~ 1946년)은 일제강점기에 만주 지역에서 활동하였던 친일 사회주의 운동가이다.

## 생애
출생지나 성장기에 대해서는 알 수 없으며 1920년대 초반에는 동만주 지역으로 이주해 있었다. 1923년 만주공산청년회 동만지구 간부를 지내며 사회주의 계열의 운동에 뛰어들었다.
1926년에는 간도농우회 집행위원에 뽑히고 한국인 청년 조직인 상의향 청년연합회의 임시회장, 상의향 용진청년회의 대표를 맡는 등 이 지역 청년운동의 지도자로 활약했다. 같은 해 동만청년총동맹 전행위원도 역임했다.
1929년에 엠엘파 조선공산당에 입당하여 활동하던 중, 1933년에 일제에 투항하면서 전향하였다. 이후 간도협조회 결성 작업에 참여하여 발기인을 맡고, 본부 조직부장을 지내는 등 일본 관동군의 특무조직인 간도협조회에서 핵심적인 역할을 맡았다. 모범적인 활동으로 1935년 간도협조회 제1회 전체대회에서 상금과 표창을 받기도 했다.
1935년 9월에는 간도협조회 본부특별공작대 대장을 맡았고, 이후 안투 현 특별공작반 반장을 거쳐 둔화 특별공작반을 지휘하고 제1특별공작대 대장으로 활동하는 등 항일 세력 탄압에 앞장섰다. 주요 임무는 정보 수집과 항일 무장 부대원의 체포였으며 직접 부대를 습격하여 노획물을 빼앗기도 했다. 1936년을 기준으로 일본 정부로부터 헌병 상등병에 준하는 대우를 받고 있었다.
간도협조회가 해체되고 만주국협화회에 흡수된 뒤에는 북만주의 싼장 성을 담당하는 특별공작부 지도부장을 역임했고, 1938년에는 일본 관동군 정보과 산하의 이해천특무조직에 참가해 계속 특무로 활동했다. 1942년부터 1943년 사이에 동만주의 옌지에서 공작반장으로 재직하면서 김일성 부대에 대한 투항 공작을 진행하는 등 항일 무장 부대원을 체포하는 임무를 수행했다.
일제 패망 후에 소군정이 실시된 조선민주주의인민공화국으로 달아났다. 그러나 정체가 발각되어 1946년에 함경북도 길주군에서 군중들에게 총살되었다.
대한민국 친일반민족행위진상규명위원회가 2007년에 발표한 친일반민족행위 195인 명단에 포함되었다. 2008년 민족문제연구소가 정리한 친일인명사전 수록예정자 명단 중 해외 부문에도 들어 있다.

## 같이 보기
- 간도협조회
- 만주국협화회

## 참고자료
- 친일반민족행위진상규명위원회 (2007년 12월). 〈김송렬〉 (PDF). 《2007년도 조사보고서 II - 친일반민족행위결정이유서》. 서울. 2067~2080쪽쪽. 발간등록번호 11-1560010-0000002-10. [깨진 링크(과거 내용 찾기)]